# Rombmärkt stövslända
Rombmärkt stövslända (Hyalopsocus contrarius) är en insektsart som först beskrevs av Reuter 1893.  Rombmärkt stövslända ingår i släktet Hyalopsocus, och familjen storstövsländor. Arten är reproducerande i Sverige.